# هوارد الكسندر سميث
هوارد الكسندر سميث (بالإنجليزية: Howard Alexander Smith) هو محامي ومونتير وسياسي أمريكي، ولد في 30 يناير 1880 في نيويورك في الولايات المتحدة، وتوفي في 27 أكتوبر 1966 في برينستون في الولايات المتحدة. حزبياً، نشط في الحزب الجمهوري.

## مناصب
- انتخب عضو  [لغات أخرى]‏ (1942 – 1943).
- انتخب سكرتارية (1919 – 1927).
- انتخب عضو  [لغات أخرى]‏ (1918 – ).
- انتخب عضو مجلس الشيوخ الأمريكي عن دائرة نيوجيرسي.